# Маложеневка
Маложеневка (укр. Маложенівка) — село в Еланецком районе Николаевской области Украины.
Основано в 1790 году. Население по переписи 2001 года составляло 559 человек. Почтовый индекс — 55550. Телефонный код — 5159. Занимает площадь 1,2 км².

## Местный совет
55550, Николаевская обл., Еланецкий р-н, с. Маложеневка, ул. Шевченка, 10